# 陳廷康
（？—？），山西泽州人，清朝政治人物。岁贡出身。於明朝擔任太監，人稱
康熙二十八年，擔任廣東廣州府永安縣知縣（現紫金縣知縣）。后由范起鳳接任